# Wyspy Lachowskie
Wyspy Lachowskie (ros. Ляховские острова) – grupa wysp w południowej części Wysp Nowosyberyjskich. W ich skład wchodzą: Wielka Wyspa Lachowska, Mała Wyspa Lachowska, Stołbowaja i Wyspa Siemionowska. Ich powierzchnia wynosi 6,8 tys.km². Od stałego lądu oddziela je Cieśnina Łaptiewa, od innej grupy Wysp Nowosyberyjskich (Wyspy Anjou) – Cieśnina Sannikowa. Należą do Federacji Rosyjskiej.
Ukształtowanie terenu jest równinne. Najwyższy punkt o wysokości 311 metrów, to góra Emij-Tas na Wielkiej Wyspie Lachowskiej. Nazwa wysp pochodzi od nazwiska rosyjskiego kupca, zajmującego się pozyskaniem kości z mamutów, Iwana Lachowa.